# اثر ابوت-اوبرت
اثر ابوت-اوبرت (به انگلیسی: Abbott-Aubert effect) بیان می‌کند که کار مکانیکی منفی در هنگام کشش ماهیچه (هنگامی که کار بر روی ماهیچه انجام می‌شود) واکنش‌های بیوشیمیایی را تحت تأثیر قرار داده یا معکوس می‌کند؛ بنابراین انرژی حاصل از کار انجام شده بر روی عضلات در هنگام کشش به صورت گرما ظاهر نمی‌شود. این اثر اولین بار در مطالعات ترمودینامیکی توسط آدولف فیک کشف و سپس مکانیزم‌های بیوشیمیایی مختلفی برای آن توسط ابوت و اوبرت پیشنهاد شد. تحقیقات آرچی‌بالد هیل و دیگر محققان نیز این نتایج را تأیید کرد.